# Чарлс Бакман
Чарлс Вилијам Бакман (енгл. Charles William Bachman; Менхетн, 11. децембар 1924 — 13. јул 2017) био је информатичар који је 1973. године добио Тјурингову награду за своје доприносе развоју база података.